# Kalisz Pomorski
Kalisz Pomorski là một thị trấn thuộc huyện Drawski, tỉnh Zachodniopomorskie ở tây-bắc Ba Lan. Thị trấn có diện tích 12 km². Đến ngày 1 tháng 1 năm 2011, dân số của thị trấn là 4224 người và mật độ 353 người/km².